# تراتاکا

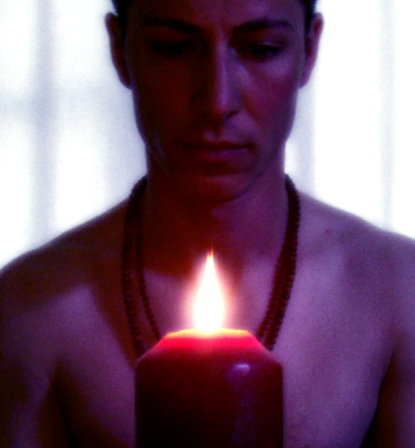
تراتاکا با استفاده از شمع

تراتاکا (انگلیسی: Trataka), یکی از «شات کارماها»، روش خیره شدن به‌طور ثابت بر روی یک موضوع مانند شعلهٔ شمع، ماندالا یا تانترا است.

## حالت‌های تمرین
1. خیره شدن به بیرون.
2. ترکیبی از تمرکز بیرون و درون.
3. خیره شدن به درون.
4. خیره شدن به تهی.
5. خیره شدن دامنه‌دار.

## تمرکزذهن
یکی از مهم‌ترین، سودمندترین و ساده‌ترین روش‌های تمرکز ذهن تراتاکا است. واژهٔ تراتاکا (Trāṭaka) ریشهٔ سانسکریت دارد و به معنای ثابت خیره شدن است. تمرین تراتاکا عبارت است از خیره شدن به یک نقطه یا موضوع بدون آن که پلک‌ها به هم بخورند، یا مژه زده شود. این عمل کانونی کردن چشم‌ها است و انعکاس آن بر ذهن مانع می‌شود که چیزهای دیگر به ذهن راه پیدا کند.

## مراقبه
هنگامی که تراتاکا به قصد مراقبه انجام می‌شود، چشم‌ها پس از چند دقیقه خیره شدن به شعله شمع، یا شیء کم نور دیگر، بسته می‌شوند. آن گاه فرد با چشم‌های بسته به تصویر شعله یا شیء روشن که در چشم ذهن او نقش بسته‌است، خیره می‌شود.

## ثبات چشم و ذهن
بافت‌های سمت راست و چپ رشتهٔ نخاع فقراتی در مغز استخوان اوبلا نگاتا (Oblangata)، در محل میان دو ابرو با هم تلاقی می‌کنند، یعنی آنجا که شبکهٔ مژه ایی بینی هم قرار دارد، بنابراین آن نقطه را در محل تلا قی دو جریان تلقی می‌کنند که اگر شخصی چشم‌ها و ذهنش را در این نقطه ثابت نماید جریان پرانا را وامی‌دارد تا به سوی آن نقطه بالا رود، یعنی جایی که منتج به اتحاد روان و پرانا و ایدا و پینگالا می‌گردد. اتحاد شمسی - قمری که این چنین تأثیرپذیر شود، به اتحاد جان با پروردگار می‌انجامد.

## ادامه مطلب
- مدرسه یوگا بیهار، در هند چندین کتاب در مورد مراقبه منتشر کرده‌است که دستورالعمل‌های دقیقی برای تمرین تراتاکا ارائه می‌دهد. «دارانا دارشان» اثر سوامی نیرانجاناناندا ساراسواتی یک فصل کامل به این تمرین اختصاص دارد.
- مطالعه بالینی برای ارزیابی اثربخشی تراتاکا یوگا کریا و تمرینات چشمی (روش‌های غیر دارویی) در مدیریت تیمیرا ( آمتروپی و پیرچشمی)